# Rodante Marcoleta
Rodante D. Marcoleta (Paniqui, 29 luglio 1953) è un politico filippino.
È membro della Camera dei rappresentanti delle Filippine, a capo della lista elettorale SAGIP, dal 2016. Ha già ricoperto tale carica tra il 2004 e il 2013 come rappresentante della lista Alagad.

## Biografia
Laureato in giurisprudenza presso l'Università delle Filippine, compie il proprio ingresso in politica nel 2004. Viene eletto alla Camera dei rappresentanti delle Filippine lo stesso anno, come deputato della lista elettorale Alagad, quest'ultima appoggiata e incoraggiata dalla nota Iglesia ni Cristo. Durante i suoi tre mandati è sostenitore della Presidente Arroyo come membro della maggioranza, il cui supporto si rivela fondamentale nel superare diversi scandali per corruzione (su tutti il discusso accordo tra il governo filippino e l'azienda cinese di telecomunicazioni ZTE).
Dopo un'assenza di tre anni, nel giugno 2016 è nuovamente eletto alla Camera, questa volta come rappresentante della lista SAGIP. Poco dopo la propria elezione forma assieme ad altri sette colleghi il gruppo di minoranza della Camera, chiamato Legitimate 8 ("i legittimi otto"), che si oppone alla controversa nomina di Danilo Suarez a leader della minoranza. Ciononostante nell'ottobre 2016, assieme a oltre 250 altri rappresentanti, aderisce al PDP-LABAN e quindi alla supermaggioranza a sostegno del presidente Duterte. Durante il 17º Congresso si distingue per le prese di posizione su diversi temi di rilievo, come ad esempio il sostegno all'arresto della senatrice Leila de Lima e la proposta di un ingente taglio ai fondi della Commissione per i diritti umani. Si schiera inoltre a favore della magna carta per i poveri e contro la pena di morte nelle Filippine. 
Riconfermato anche nel 2019, nel maggio 2020 è uno dei principali deputati a sostenere l'ordine di chiusura della ABS-CBN, tre le più  importanti emittenti televisive del Paese, da parte della Commissione sulle telecomunicazioni. Il 10 luglio seguente, al termine di una serie di inchieste presso il Senato, una commissione speciale della Camera (composta prevalentemente da alleati di Duterte, tra cui lo stesso Marcoleta), annuncia ufficialmente la decisione di negare ad ABS-CBN il rinnovo della licenza per le trasmissioni con 70 voti favorevoli e 11 contrari.

### Vita privata
È sposato con Edna Marcoleta, con la quale ha un figlio.